# Mathieu-Victor Balaïn
Mathieu-Victor Balaïn (* 27. Mai 1828 in Saint-Victor; † 13. Mai 1905 in Auch) war ein französischer römisch-katholischer Geistlicher, Bischof von Nizza und Erzbischof von Auch.

## Leben und Werk

### Der Oblat aus dem Vivarais
Mathieu-Victor Félicien Balaïn ging in Annonay in eine Schule der Kongregation der Basiliuspriester. Im Alter von 18 Jahren wechselte er in das von den Sulpizianern geführte Priesterseminar in Viviers. Über Bischof Joseph Hippolyte Guibert entdeckte er die Kongregation der Oblaten der Unbefleckten Jungfrau Maria und trat 1851 in Notre-Dame-de-l’Osier in die Kongregation ein. 1852 wurde er von Bischof Eugen von Mazenod zum Priester geweiht.

### Korsika. Fréjus. Nizza
Der Orden schickte ihn nach Korsika, wo er zuerst am Priesterseminar von Ajaccio, ab 1858 als Leiter der Diözesanschule von Vico Theologie lehrte. Von 1859 bis 1878 leitete er das Priesterseminar Fréjus und war auch Generalvikar von Bischof Joseph-Antoine-Henri Jordany (1798–1887). Gegen seinen Willen wurde er 1878 zum Bischof von Nizza ernannt und von Kardinal Guibert in Fréjus geweiht.

### Bischof von Nizza
Als erster französischer Bischof von Nizza hatte er nach der Angliederung des Bistumsterritoriums an Frankreich (1860) die heikle Aufgabe der Integration. Als Patriot verbot er den Gebrauch des Italienischen auf der Kanzel. Als Mann des Dialogs und des Ausgleichs vermied er jegliche Konfrontation mit der religionsfeindlichen Republik, hatte aber mit der laizistischen Veränderung der Gesellschaft zu kämpfen, die die Umorganisation des Religionsunterrichts und (angesichts schwindender Berufungen) der Priesterausbildung nötig machte. Er legte den Grundstein für ein modernes Priesterseminar und bewerkstelligte 1886 die schwierige Eingliederung des früheren Bistums Grasse, das bis dato (unter Missachtung der Départementsgrenzen) zum ihm gut bekannten Bistum Fréjus gehörte, in sein Bistum.

### Bischof von Auch und Tod
Von 1896 bis zu seinem Tod war er Erzbischof von Auch. Er starb im Alter von 76 Jahren. Er war seit 1879 Mitglied der Ehrenlegion.